# Herrenhaus Schönfeld

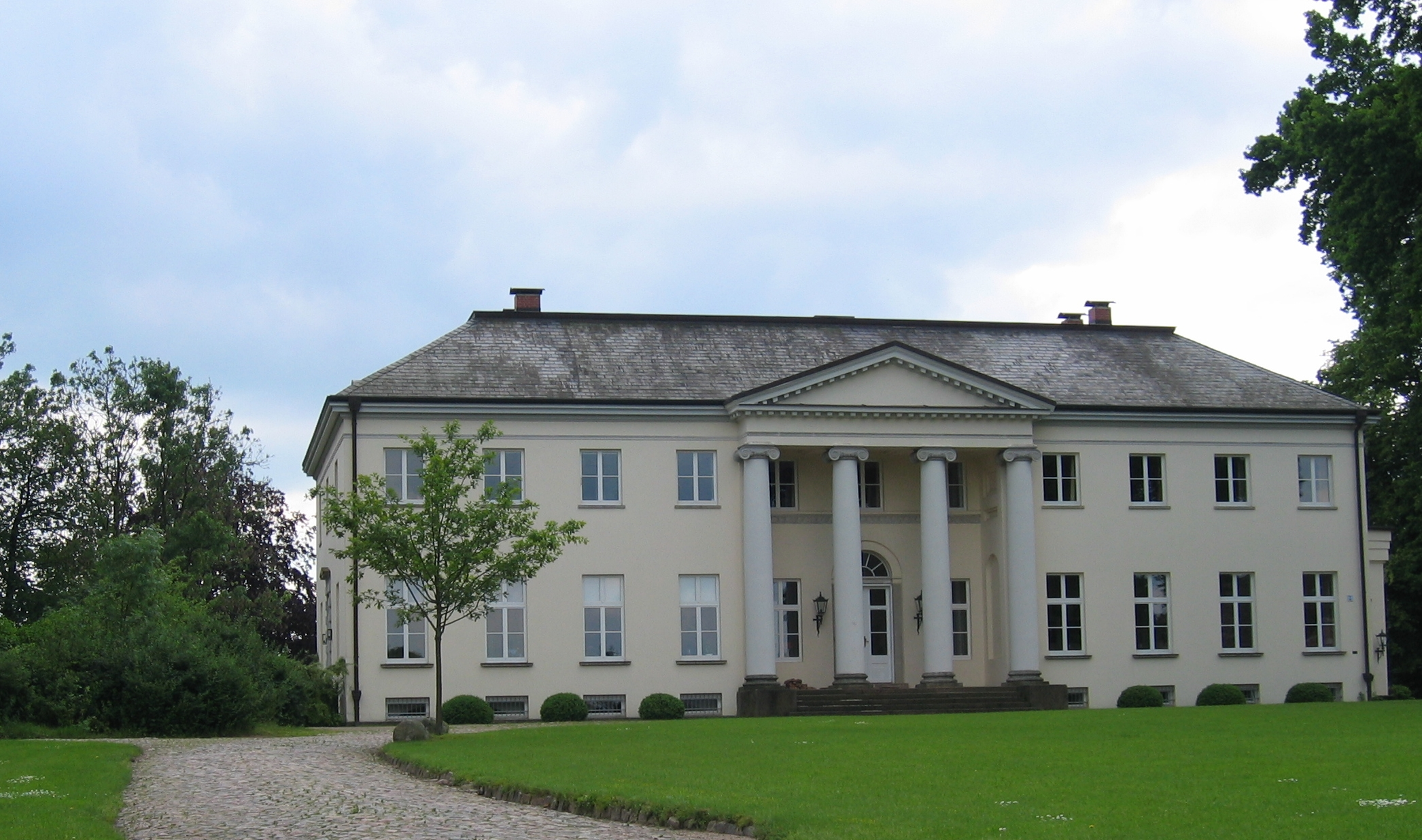
Herrenhaus Schönfeld (2007)

Das Herrenhaus Schönfeld im Mühlen Eichsener Ortsteil Schönfeld im Landkreis Nordwestmecklenburg in Mecklenburg-Vorpommern ist ein im klassizistischen Stil errichtetes Herrenhaus aus dem frühen 19. Jahrhundert.

## Geschichte

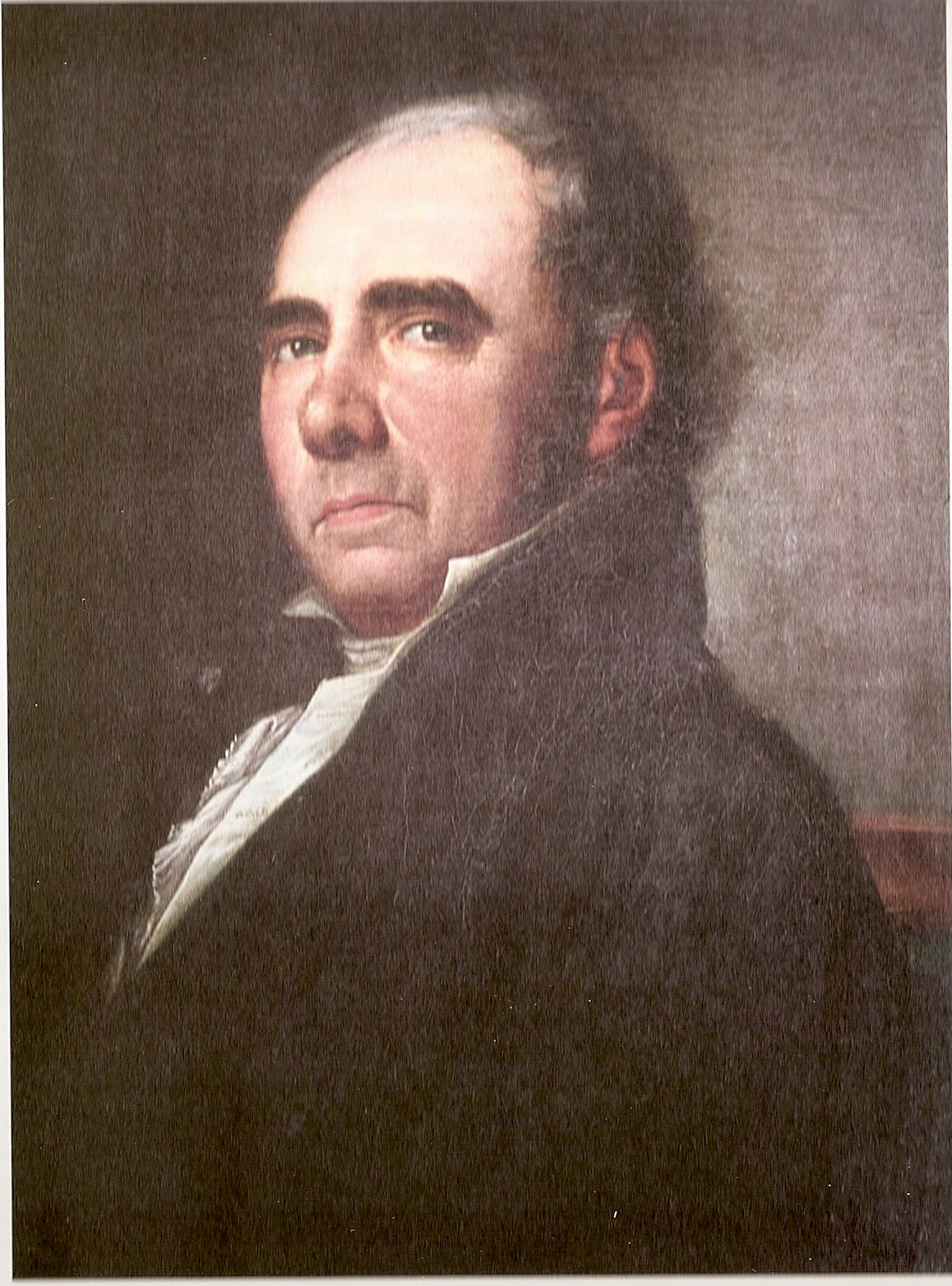
Joseph Christian Lillie, der Architekt des Herrenhauses Schönfeld

Der Eigentümer des Gutes Schönfeld, der Landrat Johann Jacob von Leers (1782–1855) ließ den Gutshof in der Gemarkung Schönfeld im klassizistischen Stil vollkommen neu errichten. Federführend bei der Anlage des Gutshofes war vermutlich der Gadebuscher Zimmermeister J. Fr. Reiher. Mit dem Entwurf für das neue Herrenhaus beauftragte Leers vor 1820 den in Lübeck niedergelassenen dänischen Architekten Joseph Christian Lillie, es wurde nach Fertigstellung des Wirtschaftshofes ab 1822 errichtet. Das ursprüngliche Gut am Wendelstorfer See ist nach Fertigstellung des neuen Hofes abgerissen worden.
Eine geradlinige, breite und etwa zwei Kilometer lange Lindenallee aus Richtung Mühlen Eichsen führt zum Gutshof und setzt sich auch hinter dem Herrenhaus bis in den Wald fort. An beiden Seiten dieser Allee entstand der Gutshof mit Wirtschaftsgebäuden, Landarbeiterhäuser, zwei Rundscheunen und einer Schmiede. Die Rundscheunen mit ihren damals modernen, holzsparenden Bohlenbinderdächern errichtete Reiher etwas zurückgesetzt, damit der freie Blick auf das querstehende Herrenhaus bewahrt blieb. Das Herrenhaus entstand nach Lillies Plänen ab 1822.
Weitere fünf Generationen der Familie von Leers waren in der Folge die Gutsherren und Eigentümer des Herrenhauses zu Schönfeld. Kurz vor der großen Wirtschaftskrise, etwa 1928, beinhaltete das Allodialgut Schönfeld, gebunden in einen Familienfideikommiss, eine Gesamtgröße von 849 ha Land. Davon waren 670 ha Ackerflächen und 90 ha Waldbesitz.
Nach zwei weiteren kurzen Besitzerwechseln in der Zeit von 1930 bis 1945 wurde das Gut im Zuge der Bodenreform in Deutschland enteignet und durch Neusiedler aufgesiedelt. Das Herrenhaus diente nach 1945 unter sowjetischer Besatzung zunächst als Flüchtlingslager; später wurde es als Schule, Kindergarten und Betriebsferienheim genutzt. Eine Rundscheune und die Hofgebäude des zum Herrenhaus ursprünglich gehörenden Gutsensembles wurden bei einem Großbrand im Jahre 1947 völlig zerstört. Die zweite Rundscheune wurde 1983 Opfer einer Brandstiftung.
1991 erwarb Christian von Plessen das Gut Schönfeld zurück, dessen Familie es bereits von 1933 bis 1945 besessen hatte. Seit 2006 führt sein Sohn Magnus von Plessen den Landwirtschafts- und Forstbetrieb gemeinsam mit seinem Vetter Felix Freiherr zu Knyphausen.

## Architektur
Der Architekt Joseph Christian Lillie, der zusammen mit Christian Frederik Hansen an der Königlich Dänischen Kunstakademie Kopenhagen studiert hatte, verwirklichte beim Herrenhaus in Schönfeld den Kopenhagener Klassizismus am konsequentesten. Das zweigeschossige Gebäude mit flachem Walmdach wird durch den Säulenportikus mit Dreiecksgiebel der Eingangsfassade hervorgehoben.
Die vier Säulen des Hauses repräsentieren traditionell die vier Kardinaltugenden, die vom deutschen Philosophen Johann Friedrich Herbart wie folgt manifestiert wurden:
- Tapferkeit,
- Freiheit,
- Güte,
- Gerechtigkeit.

## Besitzverhältnisse
Die Besitzverhältnisse des Gutes Schönfeld und seines im frühen 19. Jahrhundert neu erbauten Herrenhauses stellen sich wie folgt dar:

### Besitzerfolge des Gutes Schönfeld

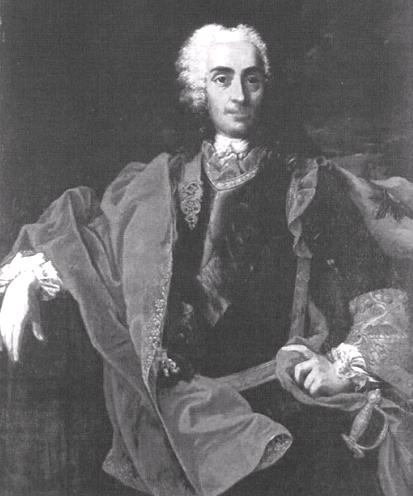
Gutsherr Graf Christian August von Berkentin

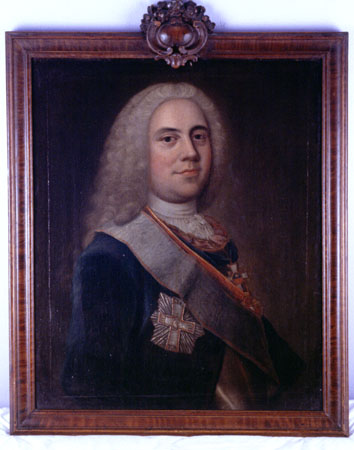
Gutsherr Friedrich von Eyben

- Erste Lehnsträger waren mutmaßlich die Herren von Schönfeld
- 1512–1547 Kaspar von Schöneich († 1547)
- 1547–1603 Balthasar von Schöneich († 1603)
- 1604–1622 Johann von Restorff (vor 1559–1630)
- 1622–1654 Cord von Restorff (vor 1622–1654)
- 1654–1676 Julius von Restorff (vor 1654–um 1676)
- 1676–1701 Cord von Restorff (um 1674–1701)
- 1701–1708 August Christian von Restorff (um 1660–um 1718) und vier Brüder
- 1708–1732 Salvard von Falckenberg († 1724) und Erben
- 1732–1740 Kord von Plessen (1665–1740)
- 1740–vor 1746 Christian Friedrich von Plessen (1693–1761)
- bis 1746 Friedrich von Eyben (1699–1787), Christian August von Eyben (1700–1785)
- 1746–nach 1750 Graf Christian August von Berkentin (1694–1758)
- nach 1750–1755 Hans Dietrich von Berkentin
- 1755–1771 Diedrich von Bartels und Erben
- 1771–1788 Johann Hinrich Boeckmann
- 1788–1793 Hans Berend Boeckmann
- 1793–18** Franz Julius von Könemann (1742–1813)

### Besitzerfolge des Gutes und des neuen Herrenhauses
- 1820–1855 Johann Jakob von Leers (1782–1855), von 1837 bis 1845 Provisor im Kloster Dobbertin
- 1855–1859 Karl von Leers (1807–1859)
- 1860–1879 Gustav von Leers (1812–1879)
- 1880–1898 Wilhelm von Leers (1844–1898)
- 1898–1899 Werner von Leers (1870–1899)
- 1899–1921 Reinhard von Leers (1872–1921)
- 1921–1930 Johann-Peter von Leers (1914–1978),[5] zuerst im Minorat
- 1930–1933 Georg Meyer
- 1933–1945 Bernhard von Plessen (1908–2003)
- 1945–1946 Staatsorgane der SBZ
- 1946–1990 Volkseigentum
- 1991–2006 Christian von Plessen
- seit 2006 Magnus von Plessen[6] und Felix Freiherr zu Knyphausen

## Heutige Nutzung
Der Sohn des Damshagener und Schönfelder Gutsbesitzers Bernhard von Plessen, Christian von Plessen, erwarb das Herrenhaus Schönfeld im Jahre 1991 von der Treuhandanstalt im Bieterverfahren. Das denkmalgeschützte Gebäude wurde anschließend vollständig stilgerecht renoviert und wird heute als Wohnhaus von der Eigentümerfamilie von Plessen genutzt. Teile des Gutshauses, mit 900 Quadratmeter Wohnfläche, wurden zu drei Mietwohnungen ausgebaut.